# Дуготрајна инвалидност код шизофреније
Дуготрајна инвалидност код шизофреније настаје као последица једне од менталних болести које најчешће доводе до израженог несклада између социјалне и радне адаптације пацијената и инвалидитета. Према истраживањима о раду инвалидских комисија  шизофрене особе, се проглашавају инвалидима у око 40% случајева. Преосталих 60% пацијената задржава способност да се бави својим животом, радом и породицом,  јер многи науче да се носе са шизофренијом, у чему су лекови од помоћи. Код њих се, по правилу, болест манифестује периодично у облику егзацербација.

## Опште информације
Шизофренија је неповратна, непредвидива психолошка болест. Карактерише је губитак везе са стварношћу и неадекватност, промене личности и пад когнитивних способности. У позадини ових симптома може доћи до инвалидитета.
Инвалидност је посебан статус који пацијенти добијају у случају неповратних, негативних процеса у телу, који су проузроковали губитак вештина за самопослуживање и рад. Важно је схватити да њено присуство, у тешким облицима, даје пацијенту право на социјалну државну сигурност.
Инвалидске комисије имају задатак да у  у току разговора са пацијентом процењује тежину болести, усаглашеност декларисаних околности са стварношћу, и на крају сачине анализу радних, социјалних способности пацијента.
Комисија одобрава доделу инвалидске групе оним пацијентима који испуњавају следеће главне критеријуми за добијање инвалидитета:
- трајање тока болести прелази 3 године;
- губитак вештина самопомоћи;
- психозе се јављају редовно и захтевају хоспитализацију;
- погоршање критичког мишљења у ремисији;
- стална психомоторна агитација;
- продужени кататонски синдром;
- недостатак мотивације и жеља;
- летаргија, апатија и раздражљивост;
- немогућност навигације у простору.

## Епидемиологија
Према свесиндикалним статистикама, до краја 1987. године у СССР-у је било 1.025.186 инвалида због менталних болести и менталне ретардације, укључујући 409.552 / што је 39,9% / због шизофреније. Истовремено, није постојала јасна тенденција ка смањењу и релативних и апсолутних показатеља инвалидитета. Штавише, од 1977. до 1987. број инвалида са шизофренијом на 10 хиљада људи порастао је са 10,7 на 14,4. Истовремено, дошло је до повећања учешћа особа са инвалидитетом у 1 и 2 групи, док је удео особа са инвалидитетом у групи 3 смањен у истом периоду са 15% на 10%.
Репрезентативни подаци о позитивној динамици индикатора инвалидитета током тока болести су одсутни упркос доказима о повољној модификацији клинике, тока и исхода шизофреније.
Подаци које је добило одељење медицинске и рехабилитационе неге ВНТСПЗ Академије медицинских наука СССР-а на основу једног од московских неуропсихијатријских диспанзера потврђују повећање апсолутног броја инвалида услед шизофреније / за 24% у 10. године/, иако се примарни приступ инвалидности до краја 1987. практично није повећао. Такође је било мало промене у преосталим екстремно ниским стопама потпуног повлачења /у оквиру 0,1-0,2 на 10 хиљада становника / или делимичног смањења / 0,1-0,4 на 10 хиљада / њених група.
Квантитативна превласт прве групе инвалидитета над онима који је уклањају и смањују, заузврат, доводи до повећања броја пацијената са шизофренијом са дуготрајним инвалидитетом.
Очигледно, да упркос свим напорима рехабилитационих служби и увођењу мера за превенцију инвалидитета, статистички показатељи инвалидитета не само да се не смањују, већ и повећавају, показујући повећање његовог трајања, распрострањености и тежине структуре. Тако се јавља проблем „немирења“ пацијената са шизофренијом на инвалидитет, што је изузетно важно за практичну здравствену заштиту и социјалне услуге. Истовремено, мало је студија у овој области. У доступној литератури нема података о карактеристикама динамике смањене радне способности код пацијената са инвалидитетом са шизофренијом, особености тока шизофреничног процеса, праћеног упорним инвалидитетом, нису довољно проучене, контингент са варирањем степен социјалне и радне неприлагођености није проучаван. Нема података о личним, психичким и социјалним претпоставкама за настанак дуготрајне инвалидности. За одређивање адекватног третмана и тактике рехабилитације у односу на ове пацијенте неопходно је и научно разумевање феномена као што је упорни инвалидитет код шизофреније.

## Последице и проблеми
1. Смањење радне способности код пацијената са шизофренијом у најмање 85% случајева праћено је дугим периодима инвалидитета. Поред трајања, инвалидност код ове болести карактерише тежина /значајна преовлађивање ИИ групе/ и ниска динамика у току болести /реткост уклањања и редукције група/.
2. Дуготрајна инвалидност се формира код пацијената са различитим облицима шизофреније под условом неповољног тока процеса / брзог формирања и значајног степена озбиљности негативних поремећаја, тежине и постојаности позитивних симптома /.
3. Регистрација инвалидитета се не поклапа увек са временом трајне инвалидности, а динамика индикатора инвалидности која се посматра током болести често не одражава промене у психичком стању пацијената.
4. Контингент дуготрајно инвалидних пацијената са шизофренијом обухвата три категорије пацијената, који се разликују по тежини неприлагођености:
- потпуно неприлагођени пацијенти којима је потребна свакодневна нега и надзор;
- пацијенти са делимично нетакнутом адаптацијом домаћинства, способни да се самостално опслужују у организованом домаћинству, али и потпуно инвалиди;
- пацијенти са заосталом радном способношћу који могу самостално да организују свој живот и обављају одређене врсте послова у посебно створеним условима. Са озбиљношћу упорне неприлагођености, број пацијената у свакој категорији прогресивно се смањује.

5. Трајање инвалидитета код пацијената са потпуним трајним инвалидитетом /трајне две категорије/, по правилу се одређује само тежином болног процеса, док код пацијената са резидуалном способношћу за рад социјални и лично-психолошки фактори играју значајну улогу. одређену улогу у решавању инвалидитета... Карактеристике социјалне адаптације и варијанте динамике дуготрајног инвалидитета код пацијената треће категорије у великој мери су биле одређене природом процедуралних промена личности:
- са преовлађивањем астеничних особина код пацијената, примећена је нестабилност инвалидитета / алтернација. ИИ и ИИИ групе / у првим фазама опадања радне способности, а тек касније се инвалидност стабилизовала...
- код пацијената са преовлађујућим особинама аутизма, монотоном активношћу, хиперстенијом, било је могуће имати стабилну позитивну динамику инвалидитета / олакшање инвалидитета дуго времена уз делимично обнављање радне адаптације /,
- у присуству изражених психопатских особина / раздражљив, хистеричан круг, са оштећењем нагона, менталним јувенизмом / асоцијалне склоности пацијената и нестабилност њихових радних ставова условили су нестабилност радне адаптације и честе објективно неоправдане промене група у радном добу.
- са озбиљношћу дефицитарних шизоидних промена са формирањем пасивно индиферентног става према њиховом социјалном статусу, динамика индикатора инвалидитета код пацијената изузетно ретко је праћена променом њиховог менталног стања или појавом радних ставова.

6. Озбиљност и често иреверзибилна природа социјалне и радне неприлагођености код дуготрајно инвалидних пацијената са шизофренијом омогућава да се размотри циљ лечења и рехабилитационог рада код таквих пацијената не толико да их врати „нормалном животу“ колико да помогне прилагођавају  на нивоу смањених способности. Обим и природу мера реадаптације треба разликовати у зависности од тежине неприлагођености пацијената са инвалидитетом.